# أمجد علي الأعظمي
أمجد علي الأعظمي (بالأردية: مفتى أمجد على أعظمى) (نوفمبر 1882 - 6 سبتمبر 1948)، والمعروف أيضًا عند أتباعه بلقب "صدر الشريعة"، فقيه إسلامي وكاتب ومفتي سابق للهند. ولد أمجد علي عام 1882 / 1300 هـ في محلة كريم الدين بور في غوسي بمنطقة ماو في أتر برديش بالهند. اسم والده حكيم جمال الدين أنصاري. وكان والده وجده من علماء الدين والطب اليوناني.

## وفاته
توفي أمجد علي الأعظمي في 6 سبتمبر 1948 الموافق 2 ذو القعدة 1367 هـ في مومباي، ودفن في غوسي في ولاية أتر برديش بالهند.

## كتبه
- بهار شريعت (أي ربيع الشريعة)[7][8]
- الفتاوى الأمجدية (مجموعة فتاوى في أربع مجلدات)[9]
- أخلاق الأدب الإسلامي[10][11][12][13][14]
- أداء الحج والعمرة[15][16][17]
- كشف الأستار على شرح معاني الآثار.[18]